# Lambach, Moselle
Lambach là một xã trong vùng Grand Est, thuộc tỉnh Moselle, quận Sarreguemines, tổng Rohrbach. Tọa độ địa lý của xã là 49° 02' vĩ độ bắc, 07° 21' kinh độ đông. Lambach nằm trên độ cao trung bình là 400 mét trên mực nước biển, có điểm thấp nhất là 267 mét và điểm cao nhất là 428 mét. Xã có diện tích 5,54 km², dân số vào thời điểm 1999 là 562 người; mật độ dân số là 101 người/km².

## Thông tin nhân khẩu
| 1962 | 1968 | 1975 | 1982 | 1990 | 1999 |
| ---- | ---- | ---- | ---- | ---- | ---- |
| 637  | 648  | 600  | 562  | 542  | 562  |